# Christa Reinig
Christa Reinig (Berlim, 6 de agosto de 1926 - Munique, 30 de setembro de 2008) foi uma escritora e tradutora alemã.
Reinig teve uma origem social humilde, chegando a trabalhar como operária e arranjadora de flores em sua juventude; foi filha de mãe solteira , então forte estigma social. Entre outros, suas obras caracterizam-se por sátira e humor negro próprios.
Aos sessenta anos de idade, em entrevista concedida à professora de literatura Marie Luise Gansberg, procurando resumir a sua vida e obras, Reinig declarou ser tanto uma escritora lésbica quanto uma escritora mulher, o que ela considerou ser um progresso:
- | “ | Aber ich bin lesbische Schriftstellerin, so gut wie ich weibliche Schriftstellerin bin, das ist eine Entwicklung. | ” |

## Prêmios e condecorações recebidos
- 1964 Literaturpreis der Stadt Bremen / Bremer Literaturpreis.
- 1965 Deutsche Akademie Rom Villa Massimo / Villa-Massimo-Stipendium.
- 1968 Hörspielpreis der Kriegsblinden.
- 1969 Tukanpreis da cidade de Munique.
- 1973 Ehrengabe der Bayerische Akademie der Schönen Künste / Bayerischen Akademie der Schönen Künste.
- 1975 Deutscher Kritikerpreis.
- 1976 Bundesverdienstkreuz am Bande.
- 1984 Preis der SWR-Bestenliste.
- 1993 Roswitha-Preis da cidade de Bad Gandersheim.
- 1999 Brandenburgischer Literaturpreis.
- 2003 Kester-Haeusler-Ehrengabe da Deutsche Schillerstiftung / Deutschen Schillerstiftung.

## Obras
- Die Steine von Finisterre, Stierstadt im Taunus 1960.
- Der Traum meiner Verkommenheit. Prosa. Wolfgang Fietkau Verlag, Berlim 1968 (Schritte 4, Erstauflage 1961), ISBN 3-87352-004-4.
- Gedichte, Frankfurt am Main 1963.
- Drei Schiffe, Frankfurt am Main 1965.
- Orion trat aus dem Haus – Neue Sternbilder, Stierstadt im Taunus 1968.
- Schwabinger Marterln, Stierstadt im Taunus 1968.
- Das Aquarium, Stuttgart 1969.
- Schwalbe von Olevano, Stierstadt im Taunus 1969.
- Das große Bechterew-Tantra, Stierstadt im Taunus 1970.
- Papantscha-Vielerlei, Stierstadt im Taunus 1971.
- Die Ballade vom blutigen Bomme, Düsseldorf 1972 (colaborou Christoph Meckel).
- Hantipanti, Weinheim 1972.
- Die himmlische und die irdische Geometrie, Düsseldorf 1975.
- Entmannung, Düsseldorf 1976.
- Der Hund mit dem Schlüssel, Düsseldorf 1976 (colaborou Gerhard Grimm).
- Mein Herz ist eine gelbe Blume, Düsseldorf 1978 (colaborou Ekkehart Rudolph).
- Müßiggang ist aller Liebe Anfang, Düsseldorf 1979.
- Die Prüfung des Lächlers, Munique 1980.
- Der Wolf und die Witwen, Düsseldorf 1980.
- Mädchen ohne Uniform, Düsseldorf 1981.
- Die ewige Schule, Munique 1982.
- Die Frau im Brunnen, Munique 1984.
- Sämtliche Gedichte, Düsseldorf 1984.
- Feuergefährlich, Berlim 1985.
- Erkennen, was die Rettung ist, München 1986 (colaboraram Marie-Luise Gansberg e Mechthild Beerlage).
- Gesammelte Erzählungen, Darmstadt u.a. 1986.
- Nobody und andere Geschichten, Düsseldorf 1989.
- Glück und Glas, Düsseldorf 1991.
- Ein Wogenzug von wilden Schwänen, Ravensburg 1991.
- Der Frosch im Glas, Düsseldorf 1994.
- Simsalabim, Düsseldorf 1999 (colaborou Hans Ticha).
- Das Gelbe vom Himmel, Düsseldorf 2006 (colaborou Hans Ticha).

### Obras traduzidas ao português
- O escorpião por Karin Volobuef da Universidade Estadual Paulista (UNESP), Faculdade de Ciências e Letras, Departamento de Letras Modernas (Araraquara, São Paulo, Brasil).

### Editoração
- Annette von Droste-Hülshoff: Gedichte, Frankfurt am Main u.a. 1969; (poemas).

### Traduções pela autora
- Marina Zwetajewa: Gedichte, Berlin 1968; (poemas traduzidos da língua russa).

### Discografia
- De Geschichten vom Hantipanti; em Warum ist die Banane krumm?, Berlim 1971 (Com colaborações de / weitere Beiträge von Peter Bichsel, Wolf Biermann, Flo de Cologne, Ernst Jandl, Günter Herburger, G.B. Fuchs, Reinhard Lettau und Peter Rühmkorf).

## Sobre a autora
- Cäcilia Ewering: Frauenliebe und -literatur, Essen 1992.
- Amy Jones Hayworth: An ecofeminist perspective, Urbana-Champaign, Illinois (EUA) 2000.
- Klaudia Heidemann-Nebelin: Rotkäppchen erlegt den Wolf, Bonn 1994.
- Dieter Hülsmanns (Hrsg.): Gratuliere, Düsseldorf 1976.
- Madeleine Marti: Hinterlegte Botschaften. Die Darstellung lesbischer Frauen in der deutschsprachigen Literatur seit 1945. J.B. Metzler, Stuttgart 1992, besonders S. 308–368.
- Sibylle Scheßwendter: Darstellung und Auflösung von Lebensproblemen im Werk: Christa Reinig, Dissertação, Siegen 2000.